# Punga Mare
El Punga Mare és un cos líquid de la regió polar de Tità satèl·lit natural de Saturn, similar al que a la Terra coneixem com a llac.
Punga Mare es troba prop del pol Nord de Tità, a 85,1° de latitud nord i 339,7 de longitud, mesura uns 380 km de llargada. Està compost per hidrocarburs líquids (principalment età i metà. Fou descobert per la sonda Cassini el 2007, i forma part dels nombrosos llacs que es troben a la regió septentrional de Tità.
La unió astronòmica internacional decidí anomenar els grans mars d'hidrocarburs de Tità amb el nom llatí de maria (en singular mare) i donar-los com a nom propi el nom de monstres marins de la mitologia; per tant, el nom de Punga Mare fa referència al monstre Punga de la mitologia Maorí.